# Pițigaia (okręg Călărași)
Pițigaia – wieś w Rumunii, w okręgu Călărași, w gminie Frumușani. W 2011 roku liczyła 67 mieszkańców.